# 비자 벅스카드
비자 벅스카드(Visa Buxx)는 비자카드에서 발행하는 2001년에 등장한 선불카드이다. 국내에서는 신한카드에서 발행한다. 발급수수료는 없으며, 발급대상은 신한카드의 경우 만14세 이상부터이며, 미국에서는 13세이상부터 발급이 가능하다.

## 같이 보기
- 비자카드
- 신한카드
- 선불카드
- 맥스카드